# بنی زنطیس
بنی زنطیس (به عربی: بنی زنطیس) یک شهرداری در الجزایر است که در استان غلیزان واقع شده‌است.